# 草屯南岸七將軍廟
24°00′16″N 120°41′38″E / 24.004391°N 120.693874°E
草屯南岸七將軍廟，又稱南岸巷七將軍廟、水德七將軍廟、御史里茄荖媽助圳七將軍廟，是位於臺灣南投縣草屯鎮御史里中正路南岸巷、烏溪橋旁的七將軍廟，據說是祭拜六位清朝人士與一隻犬（另說是七位士兵與一犬）。農曆七月，南投農田水利會在此舉行圳頭祭。

## 建廟
郭百年事件後，道光四年十二月（1825年）閩浙總督趙慎畛，特奏在今日的草屯設立內木柵汛，人員由南北投汛分防，以防漢人越界去埔里私墾。
此廟位在今日的烏溪橋頭附近，創建年代未能確定，舊論均以水圳開發觀點而定其創置年代。廟也未留存古文物。過去的《社寺台帳》、1959年劉枝萬〈台灣省寺廟教堂名稱、主神、地址調查表〉，或其後的《南投縣志稿‧宗教志》等都未登錄此廟，特別是後者已然敘及南投市營盤口七將軍廟。
建廟傳說是相傳臺灣清治時期當地有六名工人與一隻犬開圳時，因暗圳隧道崩塌被壓死。後人為感恩在烏溪引水口立祠祭拜。但年代、河圳地點有不同說法。
臺灣省文獻會主委簡榮聰對照《草屯鎮誌》與該廟立在御史里中正路南岸巷31號斜對面的解說木牌，發現傳說與歷史有所差異。學者張志相考察廟方與現代文獻，也察覺時間與地點皆有誤，進一步懷疑此傳說真實性。
張志相調查稱地點是茄荖媽助圳的〈南岸巷七將軍廟史蹟〉解說牌與〈七將軍廟沿革〉碑記。解說牌寫水圳由清末劉銘傳下令開鑿，但史書未見記錄。碑記是寫乾隆十八年（1753年），對於圳的名稱與開鑿年代也錯誤。茄荖媽助圳在1903年時，由茄荖圳與媽助圳合併才有此稱。此兩圳依契約文書，分別在乾隆十五年（1750年）與乾隆二十二年（1757年）前即已開鑿。主張發生地點是險圳的《台灣省南投農田水利會會誌》〈沿革〉、《台灣省南投農田水利會會誌續修初稿》〈水利與人文〉、《草屯鎮誌》〈水利篇〉，三者時間說法也有差異。水利會誌認為是道光年間；後兩個文獻承繼《彰化縣志》說法，認定乾隆十六年（1751年）。可是，留存清代契約文書證明險圳開鑿於乾隆八年（1743年）。該圳係北投社土目葛買奕托漢人吳連淌 （或作登）所開鑿。葛買奕的養子葛第夫，後來引發彰化縣內凹庄及柳樹湳兵民被兇番焚殺案。
另種建廟論點是與中台灣烏溪流域汛塘的七將軍信仰有關，而非開圳。今日四間的七將軍廟，在清朝時附近皆設立有營汛。此廟地區在道光年間年至光緒二十年左右存在著內木柵汛。張志相推論該廟若出自於內木柵汛兵所建，香火來源應出自駐守於南投營盤口的南北投汛，最早源頭即霧峰柳樹湳七將軍爺廟。但因年代久遠、營汛撤銷，導致各地七將軍廟的歷史失真。

## 沿革
1986年，廟方立有〈南岸巷七將軍廟史蹟〉解說牌，後已消失，原文曾由林美容、簡榮聰採擇分別收入《草屯鎮鄉土社會史資料》一書與〈草屯鎮碑碣〉一文中。由洪子能所寫的沿革是說建廟當初物質缺乏，簡陋從事，年久失修，乏人管理。直到1991年11月24日，主任委員林金亮召集委員十八人於正式成立管理委員會，於1992年9月重建完成。
1992年12月7日舉行安座大典，《民眾日報》以「御史里茄荖媽助圳七將軍廟」稱呼。當日立法委員彭百顯、王聰松、省議員林宗男皆到場。水利會會長李連鎮當場許諾明年擴大茄荖媽助圳祭典。
過去廟地並非廟產，直到2015年興建中的寶旺萊6號花園酒店，將五十多坪的廟地捐出。其經理莊宗澤自己還多捐近二十坪地，提供廟方作置放神轎等器物的倉庫。

## 祭祀
1980年代初，林美容在草屯的田野調查時曾紀錄該廟，提到廟內土地公放在大位，七將軍香位設於土地公之右旁。後來又回復以七將軍為主祭神，為管委會成立後再改置的結果。
農曆四月廿二為七將軍千秋日。
七月廿九舉行圳頭祭，由南投農田水利會在此廟舉行祭拜。

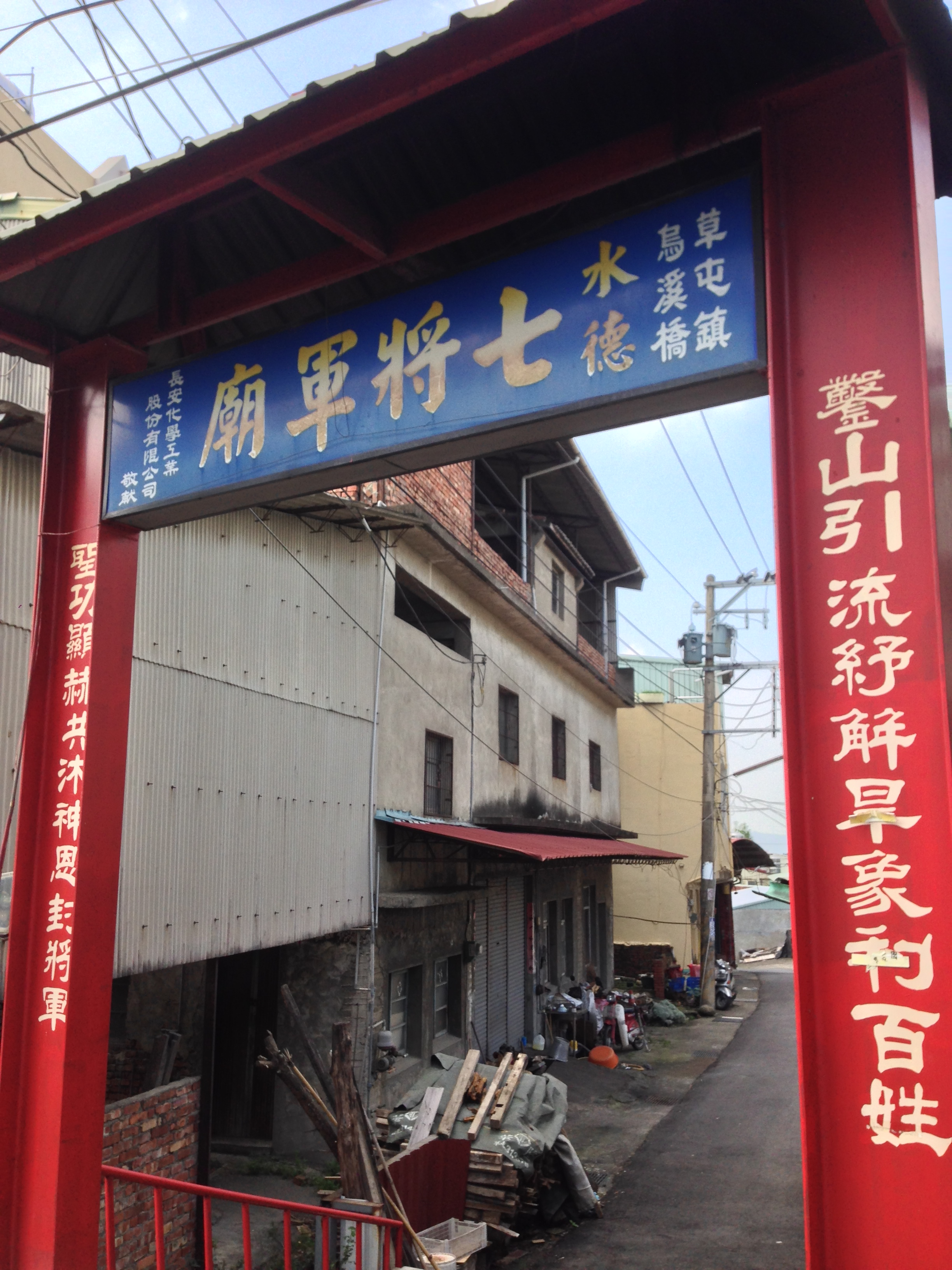
牌樓，上寫「水德七將軍廟」。
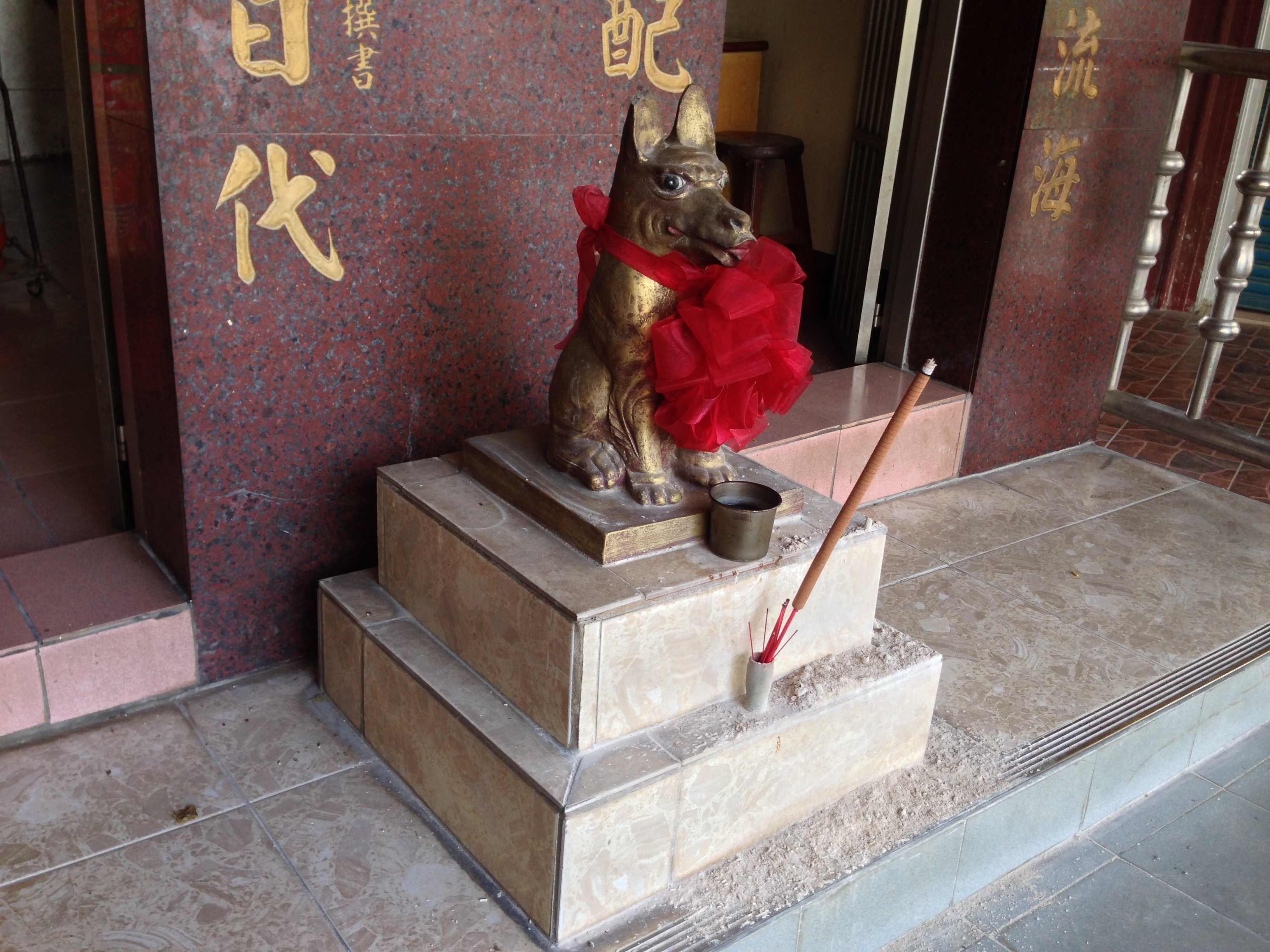
位在廟門前的狗銅像。
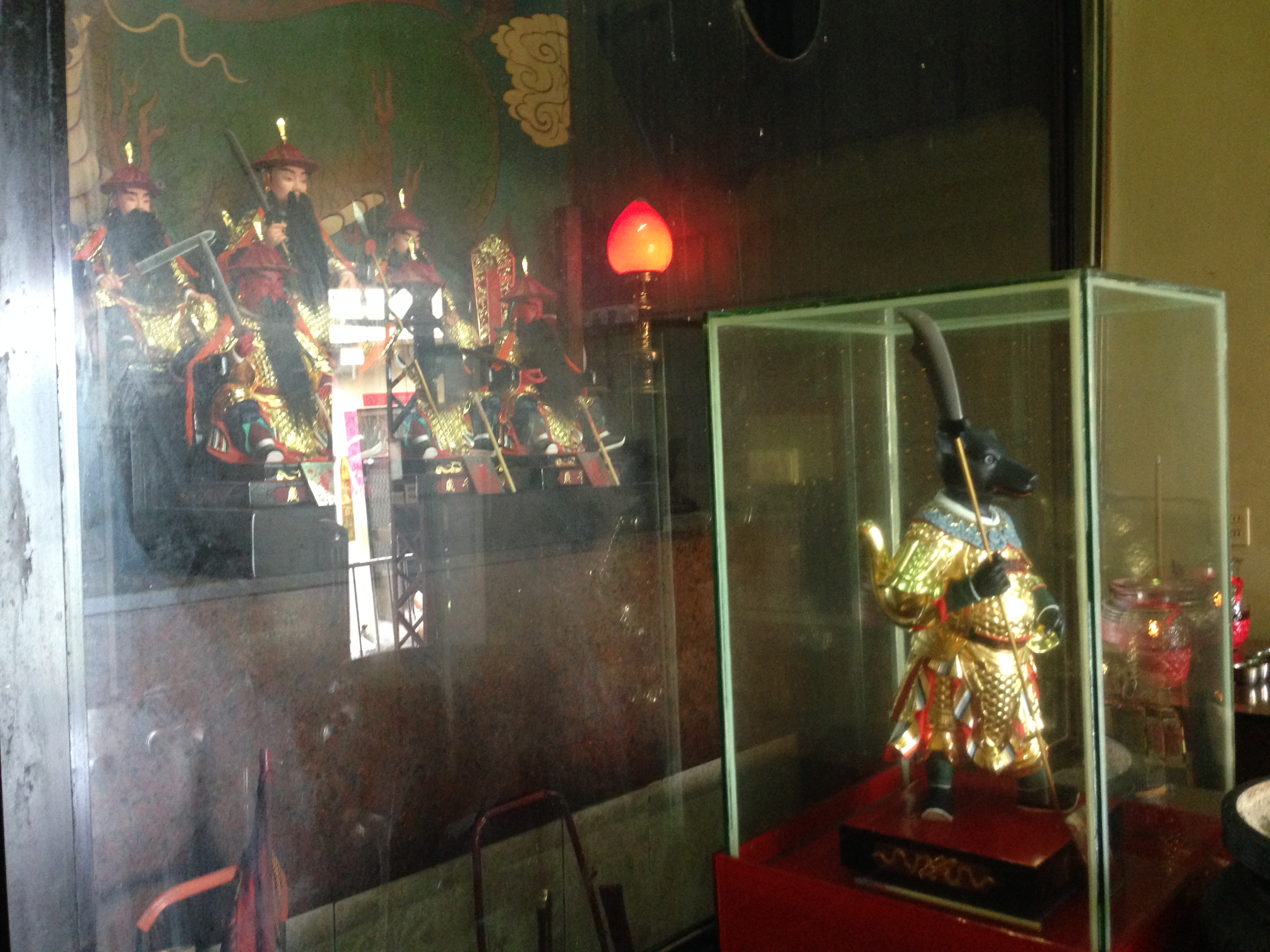
作武人打扮的神像。
寶旺萊6號花園酒店